# Sobarocephala isla
Sobarocephala isla är en tvåvingeart som beskrevs av Charles Howard Curran 1939. Sobarocephala isla ingår i släktet Sobarocephala och familjen träflugor. Inga underarter finns listade i Catalogue of Life.